# BMW 2 Серії Gran Coupé
BMW 2 Серії Гран Купе  — це субкомпактний седан представницького класу фастбек виробництва BMW. 
Він був представлений 16 жовтня 2019 року, а офіційна прем'єра відбулася на автосалоні в Лос-Анджелесі в листопаді 2019 року. Він був запущений на світові ринки в березні 2020 року. Для більшості ринків 2 серії Gran Coupé є найменшим чотиридверним седаном, пропонованим BMW, за винятком Китаю та Мексики, де пропонується седан F52 1 серії.

## 1 покоління (F44)
У серії 2 використовується передньопривідна архітектура UKL2 і багатоважільна система задньої підвіски. Як наслідок, незважаючи на схожу назву, він механічно не пов'язаний із купе та кабріолетом F22 2 Серії. Порівняно з серією F22 2, F44 має 33 мм, більше місця для колін, 14 мм, більше простору над головою, а об'єм багажника більший на 40 літрів до 430. Вона має той самий передній капот, панель крила, панель приладів і підвіску, що й F40 1 серії.
Усі бензинові та дизельні двигуни оснащені сажовими фільтрами та відповідають стандарту викидів Euro 6d-TEMP. Дизельні двигуни також мають систему селективного каталітичного відновлення AdBlue.

Моделі 218i доступні з 6-ступінчастою механічною коробкою передач або 7-ступінчастою коробкою передач з подвійним зчепленням. Моделі 228i xDrive, M235i xDrive та 220d доступні лише з 8-ступінчастою автоматичною коробкою передач. Моделі 220i доступні лише з 7-ступінчастою коробкою передач з подвійним зчепленням. 

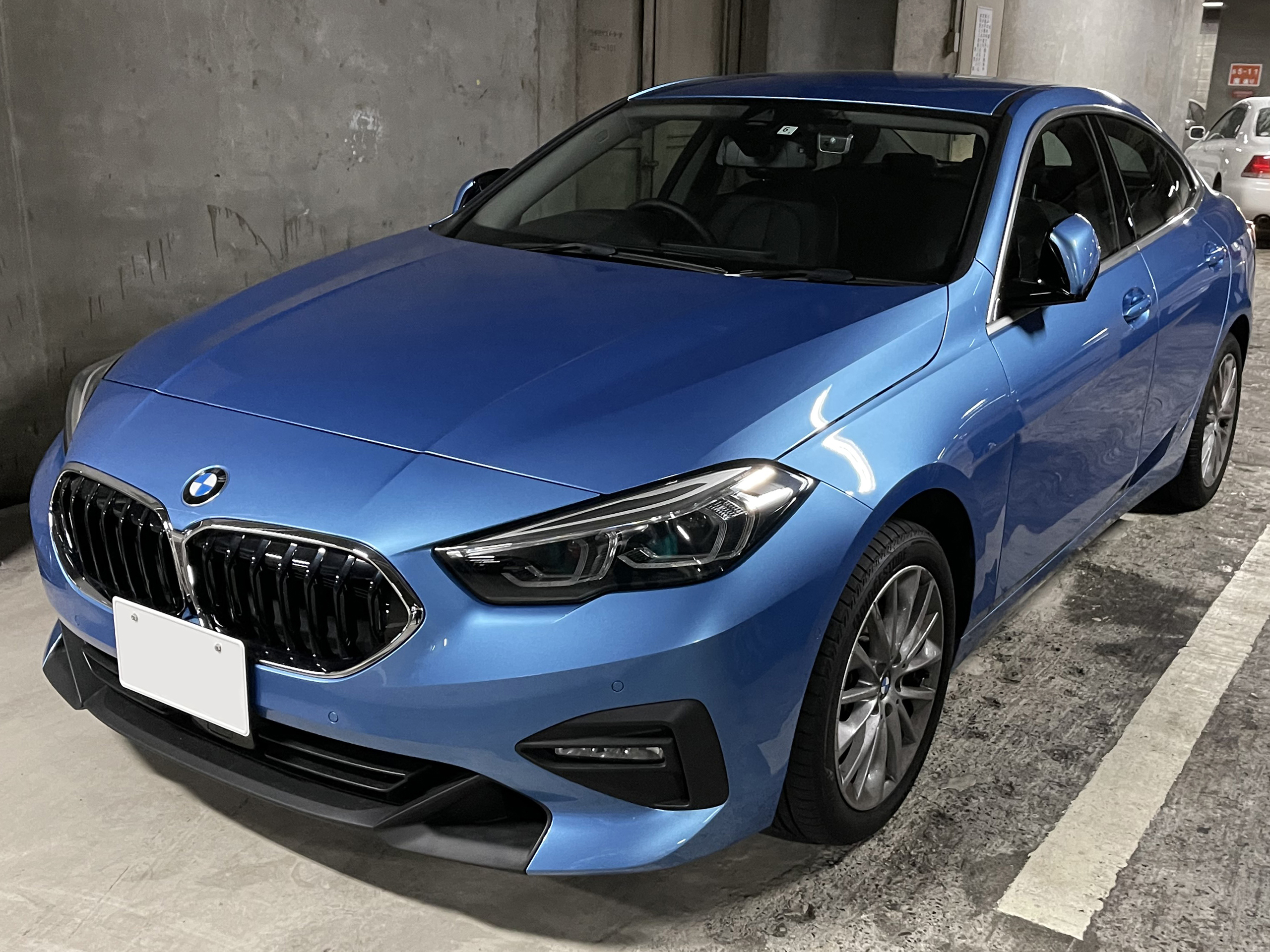
BMW 218i Гран Купе
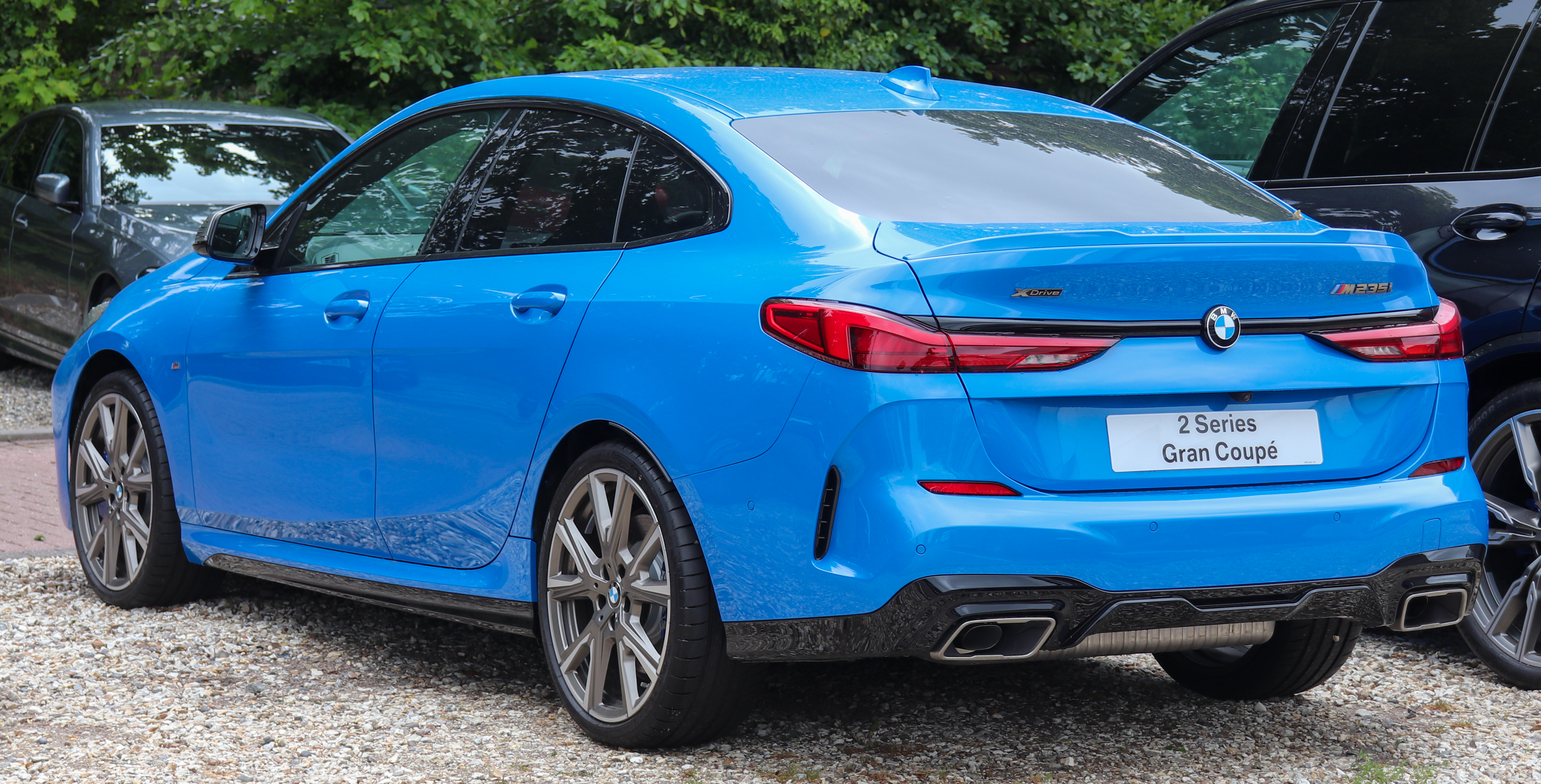
2020 BMW M235i xDrive Гран Купе
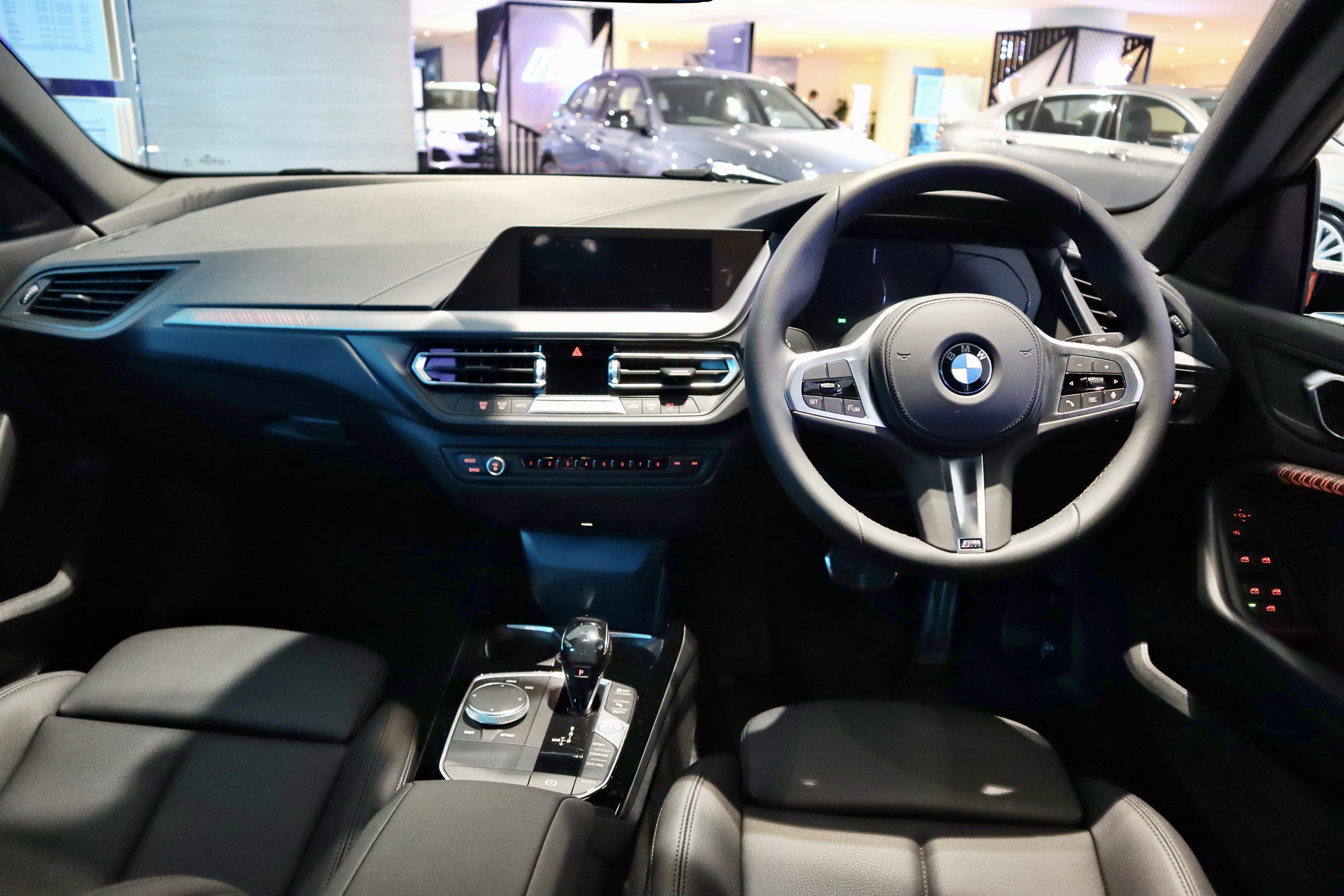
Інтер'єр

### Двигуни
- Бензин:
- 1.5 л B38 турбо I3
- 2.0 л B48 турбо I4
- Дизель:
- 1.5 л B37 турбо I3
- 2.0 л N47 турбо I4

### Обладнання
Стандартне обладнання включає повністю світлодіодні ліхтарі та задні сидіння, що складаються у співвідношенні 40:20:40. Виявлення зіткнення з гальмуванням також є стандартом для європейських моделей. Окрім базової моделі, серія 2 доступна в лінійці Luxury та Sport, яка додає 17-дюймові колеса та спортивне кермо, а також у лінійці M Sport, яка додає 18-дюймові колеса, кермо M Sport та M Спортивний зовнішній стиль.
Додаткове обладнання включає розсіяне освітлення, панорамний люк, 9,2-дюймовий лобовий дисплей, що відбиває світло, і Apple CarPlay. Серію F44 2 можна розблокувати за допомогою зв'язку ближнього поля, піднявши смартфон біля дверної ручки, і запустити двигун, помістивши смартфон у лоток для бездротової зарядки. Цифровим ключем також можна поділитися до 5 інших смартфонів.
Серія 2 також доступна з iDrive 7, який включає оновлення програмного забезпечення по бездротовій мережі та цифрового помічника, який можна активувати, сказавши «Привіт BMW». Цифровий помічник з часом вивчає звички користувача та може керувати функціями автомобіля, перевіряти стан технічного обслуговування або відповідати на запитання про функції автомобіля.
Серія 2 використовує навігаційну систему та дані камери, щоб запобігти непотрібним перемиканням передач під час руху через повороти та визначити відповідні зупинки для системи запуску та зупинки двигуна.
Моделі 218—228 із M Sport Trim і моделі M235 можуть бути оснащені деталями M Performance. Серед них спортивні гальма, дзеркала з вуглецевого волокна та диски M. 

### Бензинові двигуни
| Модель       | Роки  | Двигун                | Потужність                              | Крутний момент                             | 0—100 км/год (0—62 миля/год) |
| ------------ | ----- | --------------------- | --------------------------------------- | ------------------------------------------ | ---------------------------- |
| 216i         | 2022– | B38A15 1.5 L I3 турбо | 81 кВт (109 к. с.) при 4600–6500 об/хв  | 190 Н⋅м (140 фунт⋅фут) при 1380–3800 об/хв | 10,8 с                       |
| 218i         | 2019– | B38A15 1.5 L I3 турбо | 103 кВт (138 к. с.) при 4500–6500 об/хв | 220 Н⋅м (162 фунт⋅фут) при 1500–4100 об/хв | 9,1 с                        |
| 220i         | 2020– | B48A20 2.0 L I4 турбо | 131 кВт (176 к. с.) при 5000–5500 об/хв | 280 Н⋅м (207 фунт⋅фут) при 1350–4200 об/хв | 7,1 с                        |
| 220i xDrive  | 2021– | B48A20 2.0 L I4 турбо | 131 кВт (176 к. с.) при 5000–5500 об/хв | 280 Н⋅м (207 фунт⋅фут) при 1350–4200 об/хв | 7,1 с                        |
| 228i*        | 2019– | B48A20 2.0 L I4 турбо | 170 кВт (228 к. с.) при 5000–6500 об/хв | 300 Н⋅м (221 фунт⋅фут) при 1250–4800 об/хв | 6,3 с                        |
| 228i xDrive* | 2019– | B48A20 2.0 L I4 турбо | 170 кВт (228 к. с.) при 5000–6500 об/хв | 300 Н⋅м (221 фунт⋅фут) при 1250–4800 об/хв | 6,0 с                        |
| M235i xDrive | 2019– | B48A20 2.0 L I4 турбо | 225 кВт (302 к. с.) при 5000–6250 об/хв | 450 Н⋅м (332 фунт⋅фут) при 1800–4500 об/хв | 4,9 с                        |

* Лише для ринку Канади та США.

### Дизельні двигуни
| Модель      | Роки  | Двигун                | Потужність                         | Крутний момент                             | 0—100 км/год (0—62 миля/год) |
| ----------- | ----- | --------------------- | ---------------------------------- | ------------------------------------------ | ---------------------------- |
| 216d        | 2020– | B37C15 1.5 L I3 турбо | 85 кВт (114 к. с.) при 4000 об/хв  | 270 Н⋅м (199 фунт⋅фут) при 1750—2250 об/хв | 10,3 с                       |
| 218d        | 2020– | B47D20 2.0 L I4 турбо | 110 кВт (148 к. с.) при 4000 об/хв | 350 Н⋅м (258 фунт⋅фут) при 1750—2500 об/хв | 8,5 с                        |
| 220d        | 2020– | B47D20 2.0 L I4 турбо | 140 кВт (188 к. с.) при 4000 об/хв | 400 Н⋅м (295 фунт⋅фут) при 1750—2500 об/хв | 7,5 с                        |
| 220d xDrive | 2020– | B47D20 2.0 L I4 турбо | 140 кВт (188 к. с.) при 4000 об/хв | 400 Н⋅м (295 фунт⋅фут) при 1750—2500 об/хв | 7,3 с                        |

## Друге покоління (F74)

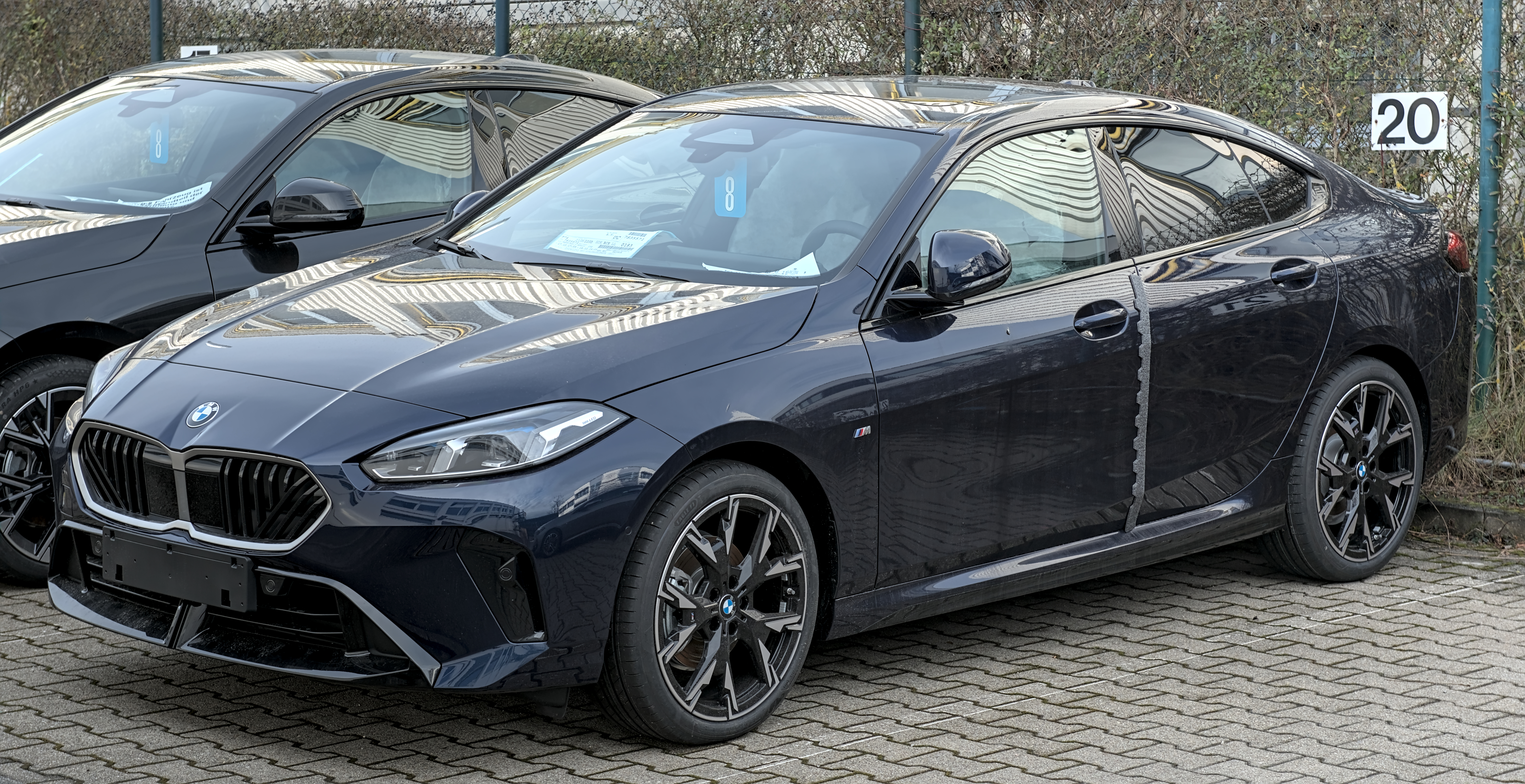
BMW 220d (F74)

Друге покоління 2 серії Gran Coupé було офіційно представлено 15 жовтня 2024 року, а виробництво розпочалося пізніше 2024 року. 